# Рилова Тамара Миколаївна
Рилова Тамара Миколаївна (рос. Рылова Тамара Николаевна; 1 жовтня 1931, Вологда — 1 лютого 2021) — радянська ковзанярка, призер Олімпійських ігор, чемпіонка (1959) і багаторазовий призер чемпіонатів світу в класичному багатоборстві, чотириразова рекордсменка світу.

## Спортивна кар'єра
Спортивна кар'єра Тамари Рилової тривала з 1952 по 1966 рік.
В 1952 році дебютувала на чемпіонаті СРСР, а в 1954 році — на чемпіонаті світу, де зайняла загальне восьме місце. В січні 1955 року встановила на Медео три світових рекорда, а в лютому того ж року зайняла друге місце на чемпіонаті світу в класичному багатоборстві, вигравши золоту і дві бронзові малі медалі.
Боротьба на чемпіонатах світу за найвищі місця в ті роки точилася виключно між радянськими ковзанярками. В 1956 році Рилова була на чемпіонаті світу третьою, а в 1957 і 1958 роках — другою. В 1959 році вона перемогла на обох спринтерських дистанціях 500 і 1000 м і стала чемпіонкою в загальному заліку.
В 1960 році Тамара Рилова спочатку стала чемпіонкою СРСР, встановивши світовий рекорд в Малій комбінації, а потім стала другою на чемпіонаті світу, поступившись Валентині Стеніній, хоча лідирувала після трьох дистанцій.

### Виступи на Олімпіаді
На Зимові Олімпійські ігри 1960, де вперше змагалися в ковзанярському спорті жінки, Рилова їхала в ранзі однієї з фаворитів, але показала не найкращі результати, вигравши бронзову медаль на дистанції 1000 м і залишившись без медалей на дистанціях 500 і 3000 м.
| Олімпіада       | Дисципліна | Місце |
| --------------- | ---------- | ----- |
| Скво-Веллі 1960 | 500 м      | 4     |
| Скво-Веллі 1960 | 1000 м     | 3     |
| Скво-Веллі 1960 | 3000 м     | 9     |

Після Олімпіади 1960 Рилова виступила на чемпіонаті світу лише один раз, завоювавши бронзову нагороду в 1964. На чемпіонаті СРСР востаннє виступала в 1966 році, після чого завершила кар'єру.

## Світові рекорди
За час спортивної кар'єри Рилова встановила чотири світових рекорда.
| забіг             | дата          | час     | місце |
| ----------------- | ------------- | ------- | ----- |
| 500 м             | 11 січня 1955 | 45,6    | Медео |
| 1000 м            | 12 січня 1955 | 1:33,4  | Медео |
| Велика комбінація | 22 січня 1955 | 203,920 | Медео |
| Мала комбінація   | 21 січня 1960 | 196,416 | Медео |